# كلس (مدينة)
كِلِّز (والترك يسمونها كِلِّس) مدينة في أقصى جنوبي تركيا وعاصمة ولاية كلس، وهي شمال حلب على 50 كيلومترا ونيف منها، ولم تزل من أعمالها حتى سقطت الدولة العثمانية، فخرجت كِلِّزُ وغيرها من ولايتها. ويسكنها 112٬187 نسمة (2022).

## الاسم
اسم المدينة هو كِلِّز بالزاي، ولكن بسبب القواعد الصوتية للغة التركية فإن الاسم يلفظ بالتركية «كلس» (بسين بدلا من الزاي). الحلبيون كانوا يكتبون ويلفظون الاسم بصورته الصحيحة حتى نهاية العصر العثماني وأيضا في حقبة الانتداب الفرنسي، ولكن بعد ذلك نسي عامة الناس هذا الاسم، واليوم نرى البعض يكتبونه «كلس» كما في التركية، وهذا غلط.
في الكتابات الآشورية ورد ذكر مدينة باسم «كِلِزِ» وهناك احتمال بأنها نفس مدينة كلز الحالية. في العصر الروماني سميت المدينة باسم " Ciliza sive Urmagiganti".[بحاجة لمصدر]

## التاريخ
يعود تاريخ المنطقة إلى ما يقارب 6000 عام. فتحها المسلمون في عهد الخليفة عمر بن الخطاب من البيزنطيين. بعد القرن الخامس تناوب على السيطرة عليها كل من العرب والبيزنطيين حتى أصبحت المنطقة في النهاية خاضعة للسيطرة العثمانية في فترة القرن الخامس عشر الميلادي. في العام 1927 اعتبرت قضاء تابعا لمدينة عنتاب وإحدى مدن الجمهورية التركية، وفي العام 1995 أصبحت محافظة تركية قائمة بذاتها. تشتهر كلس بمطبخها الذي يجمع ما بين الأطعمة الكردية ، التركية والأطعمة السورية كما تشتهر أيضا بالحرف والأشغال اليدوية، ومن أشهر منتجاتها صابون الغار وزيت الزيتون الذي يأتي من أشجار الزيتون الكثيرة الموجودة فيها، إضافة إلى كل ما ينتج من العنب.
وفي العصر العثماني كانت مركزا لقضاء يتبع ولاية حلب وظلت كذلك في اتفاقية سيفر عام 1920. في عام 1923 أخرجتها معاهدة لوزان من سورية (مع بقية الأقاليم السورية الشمالية) وضمتها إلى تركيا.
وترتبط بأعزاز في ريف حلب وباقي سوريا من خلال معبر باب السلامة.
كانت مدينة كلس تتبع لإمارة جبل الأكراد تحت حكم عائلة آل جنبلاط علما أنها مدينة كردية.[استشهاد غير محدد]

## أعلام
- آيدان شينير
- محمد سيديف